# 赤星陽治
赤星　陽治（あかほし　ようじ、1960年6月2日 - ）は、熊本県出身の、日本の柔道選手である。階級は78kg級。身長174cm。

## 経歴
熊本第一工業高校から日本大学へ進むと、1年の時に新人体重別78kg級の決勝で筑波大学の高野裕光に敗れて2位だった。2年の時も新人体重別の決勝で明治大学の藤本一博に敗れて2位にとどまった。3年の時には優勝大会で3位となった。4年の時には正力杯の決勝で東海大学の山田剛を破って優勝を飾った。優勝大会では昨年に続いて3位だったが、フィンランドのユヴァスキュラで開催された世界学生では個人戦と団体戦で2冠を達成した。初開催となった正力国際でも78kg級の初代チャンピオンになった。続くハンガリー国際では3位だったが、チェコ国際では優勝した。
1983年には京葉ガスの所属となると、講道館杯で3位になった。1984年のフランス国際では優勝を飾った。1985年の講道館杯でも3位だったが、体重別では決勝まで進むも岩手県警の日陰暢年に敗れて2位だった。1986年の体重別では3位だった。1988年の講道館杯では決勝で警視庁の宮腰裕之を破って優勝を飾った。

## 戦績
- 1979年 -　新人体重別　2位
- 1980年 -　新人体重別　2位
- 1981年 -　優勝大会　3位
- 1982年 -　正力杯　優勝
- 1982年 -　優勝大会　3位
- 1982年 -　世界学生　個人戦　優勝　団体戦　優勝
- 1983年 -　正力国際　優勝
- 1983年 -　ハンガリー国際　3位
- 1983年 -　チェコ国際　優勝
- 1983年 -　講道館杯　3位
- 1984年 -　フランス国際　優勝
- 1985年 -　講道館杯　3位
- 1985年 -　体重別　2位
- 1986年 -　体重別　3位
- 1988年 -　講道館杯　優勝

(出典、JudoInside.com)。